# Sally Carrera
Sally Carrera är en rollfigur i den animerade filmen Bilar (2006) från Disney Pixar, Hon bor i Kylarköping. Hennes röst görs i den engelska versionen av Bonnie Hunt och i den svenska av Malin Berghagen/Nilsson. Hon dyker även upp i spelet baserat på filmen som en spelbar karaktär, samt i den brittiska biltidningen Top Gear och deras lista på de 10 sexigaste bilarna i världen.

## Historia
Sally, Blixten McQueens kärlek, är advokat i staden Kylarköping. Hon kom till staden flera år tidigare när hon kom fram till att storstadslivet inte var något för henne, hon var aldrig lycklig, men en dag lämnade hon storstaden, körde ett bra tag innan hon kollapsade utanför Hotellet Hjula Brunn. Hon blev bogserad av Bärgarn och fixad av Doc Hudson.
Sally blev sedan förälskad i staden och området runt den, och stannade kvar. Sally driver Hotellet Mysiga Konen i Kylarköping till slutet av filmen då hon och Blixten återöppnar Hjula Brunn.
| Modell:    | Porsche 911 Carrera (Typ 996) - 2002  |
| Kön:       | Kvinna                                |
| Färg:      | Blå                                   |
| Röster:    | Bonnie Hunt / Malin Berghagen-Nilsson |
| Reg. plåt: | 301PCE                                |